# Малх Филаделфиец
Малх Филаделфиец (на старогръцки: Μάλχος, Málkhos; на латински: Malchus) е византийски историк през късния 5 век.
Той е вероятно семит и произлиза вероятно от Сирия от Филаделфия в римската провинция Арабия, днешен Аман в Йордания. Той живее дълго време в Константинопол.
Той пише на старогръцки език история „Byzantiaka“ за времето от император Константин I Велики и за 473 – 480 г., от която са запазени само фрагменти.
Особено значение има неговото описване на събитията през 476 г., когато след свалянето на западноримския император Ромул Августул се изпраща делегация при източноримския император Зенон, която заявява, че Запада няма нужда повече от свой император и се подчинява на Константинопол.

## Издания и преводи
- Roger C. Blockley: The Fragmentary Classicising Historians of the Later Roman Empire. Bd. 1, Liverpool 1981, S. 71ff.; Bd. 2, Liverpool 1983, S. 402–455.